# Граница Леманн
Граница Леманн (названа по имени датчанки - геофизика (сейсмолога) Инге Леманн) — сейсмическая граница около глубины 220 км, на которой происходит скачок скоростей сейсмических волн (так называемый скачок Леманн), что вполне может соответствовать смене моноклинных структур пироксенов ромбическими.
Она проявляется под континентами, под океанами — не всегда, и не часто употребляется в специальной литературе. Были предложены некоторые допущения: нижняя граница находится на пластичной астеносфере, где происходит расщепление квазипоперечных волн в SKS фазе при поперечно волновой анизотропии. Прежде термин «граница Леманн» обозначал границу между внутренним и внешним ядром, так как Инге Леманн открыла внутреннее ядро, но это обозначение не вполне верно.
Природа границы Леманн важна для понимания строения верхней мантии и мантийных потоков. В то время как наличие границы Леманн на глубине 220 км в мантии Земли было известно сейсмологам ещё 40 лет назад, до сих пор обсуждается её повсеместность. Некоторые учёные установили, что она существует только под материками, в то время как другие ученые нашли её как в континентальных, так и в океанических областях.